# Am Ettersberg
Am Ettersberg est une commune rurale allemande située dans l'arrondissement du Pays-de-Weimar en Thuringe, créée le 1er janvier 2019.
La commune est nommée d'après l'Ettersberg, une chaîne de montagnes à l'intérieur du bassin de Thuringe.

## Géographie
La commune d'Am Ettersberg s'étend sur la zone de nombreuses localités au nord de Weimar.
Organisation
La commune se compose des quartiers de Berlstedt, Buttelstedt, Daasdorf, Großobringen, Haindorf, Heichelheim, Hottelstedt, Kleinobringen, Krautheim, Nermsdorf, Ottmannshausen, Ramsla, Sachsenhausen, Schwerstedt, Stedten am Ettersberg, Thalborn, Vippachedelhausen, Weiden et Wohlsborn.

## Histoire
Dans le cadre des fusions volontaires de la réforme régionale en 2018 et 2019, les communes de Berlstedt, Buttelstedt, Großobringen, Heichelheim, Kleinobringen, Krautheim, Ramsla, Sachsenhausen, Schwerstedt, Vippachedelhausen et Wohlsborn conviennent le 1er janvier 2019 sur une fusion pour créer la ville d'Am Ettersberg. Avec Ballstedt, Ettersburg et Neumark ainsi que Rohrbach et Leutenthal, ils appartenaient à la communauté administrative du district nord de Weimar , qui est dissoute le 1er janvier 2019. Ballstedt, Ettersburg et Neumark sont restées des municipalités indépendantes, l'administration est assurée par la communauté rurale d'Am Ettersberg. Leutenthal et Rohrbach sont intégrés dans la communauté rurale voisine d'Ilmtal-Weinstrasse. Am Ettersberg ne porte plus la désignation "ville" depuis le 1er août 2019.

## Politique

### Conseil municipal
Le conseil municipal d'Am Ettersberg se compose de 20 membres. De plus, le maire est membre du conseil municipal. Le résultat de l'élection du conseil municipal le 26 mai 2019  conduit à 16 sièges pour le groupe électoral de la communauté rurale (part des voix 81,0 %) et 4 sièges pour la liste IG Wir am Ettersberg (49,6 %). Le taux de participation est de 70,7 %.

### Maire
Lors de l'élection du maire le 26 mai 2019, aucun des quatre candidats ne peut obtenir la majorité absolue requise. Thomas Hess (CDU) la rate avec 48,9 % tout juste. Au second tour des élections le 9 juin 2019, il a 65,2 ans % des voix valides et est élu maire. Le taux de participation n'est alors que de 47,6 %.

## Personnalités liées à la commune
- Johann Friedrich Fasch (1688-1758), compositeur et violoniste né à Buttelstedt.
- Johann Tobias Krebs (1690-1762), compositeur né à Heichelheim.
- Johann Ludwig Krebs (1713-1780), compositeur né à Buttelstedt.
- Otto Stoeckel (1873-1958), acteur né à Buttelstedt.
- Hannes Trautloft (1912-1995), général né à Großobringen.